# Long Live the Loud
Long Live the Loud — третий студийный альбом спид-металлической  канадской группы Exciter, вышедший на лейбле Music for Nations в 1985 году. Альбом был переиздан на Megaforce Records в марте 2005 года.

## Список композиций
Все песни были написаны Дэном Бихлером. Песня «Victims of Sacrifice»  написана Алланом Джонсоном и Дэном Бихлером.
1. «Fall Out» — 1:55
2. «Long Live the Loud» — 4:18
3. «I Am the Beast» — 4:50
4. «Victims of Sacrifice» — 4:59
5. «Beyond the Gates of Doom» — 5:15
6. «Sudden Impact» — 4:03
7. «Born to Die» — 6:02
8. «Wake Up Screaming» — 10:00

2005 CD edition bonus tracks
Мини-альбом «Feel The Knife» (1985)
1. «Feel the Knife» — 2:55
2. «Violence and Force» — 4:24
3. «Pounding Metal» — 6:14

## Участники записи
- Дэн Бихлер (Dan Beehler) — ударные, вокал
- Джон Риччи (John Ricci) — гитара, бэк-вокал
- Алан Джонсон (Allan  Johnson) — бас-гитара, бэк-вокал

Технический персонал
- Guy Bidmead — продюсер, звукорежиссёр
- Laura Boisseau — помощник звукорежиссёра